# Vážení přátelé, ano
Vážení přátelé, ano je česká filmová komedie režiséra Dušana Kleina z roku 1989 s Milanem Lasicou v hlavní roli, natočená podle stejnojmenného románu spisovatele Ladislava Pecháčka z roku 1988. Premiéra filmu proběhla v říjnu 1989 a jen velmi těsně předcházela listopadovým událostem roku 1989 resp. Sametové revoluci.

## Děj
Jedná se o hořký a trpký příběh všedních lidí v někdejším Československu na konci 80. let 20. století. Hlavní postavou filmu je vedoucí pracovník v továrně na výrobu sanitární keramiky Fortuna ing. Bohumil Fischer, samostatný referent (Milan Lasica). Během času se postupně stane nejprve náměstkem ředitele, na konci filmu "bude zvolen" i ředitelem této továrny. Kromě pracovních problémů a vztahů je nucen řešit i své rodinné problémy s manželkou (Jana Hlaváčová), se školním prospěchem svých maturujících dcer (učitelka Gabriela Wilhelmová), se svým stařičkým otcem (Rudolf Hrušínský) a částečně dementní matkou v domově důchodců, se svým bratrem, kolotočářem a majitelem lunaparku (Pavel Zedníček). Dále také řeší problém své vlastní osobní nespokojenosti, "vždyť já té dnešní ekonomice vůbec nerozumím!", kdy místo nezáživné práce náměstka touží stavět ručně vyráběná kachlová kamna podle starých technologických postupů zděděných po otci svého kamaráda a lékaře, rádce a přítele – zde v drobné roli vystupuje také Lasicův herecký partner Július Satinský.
Příběh dokonale vykresluje absurditu fungování socialistického průmyslu v době přestavby, jednotliví (hlavně vedoucí) pracovníci podniku jsou pitoreskními figurkami, vedle kterých se hlavní hrdina ing. Fischer snaží bez problémů žít tak dlouho, až se nakonec – vlastně bez vlastního přičinění – stane jejich ředitelem.

## Obsazení
| Milan Lasica           | Ing. Bohumil Fischer                      |
| Jana Hlaváčová         | bioložka Anděla, Bohoušova žena           |
| Marcela Ovčáčková      | dvojče Hanka, dcera Fischerových          |
| Michaela Ovčáčková     | dvojče Kamila, dcera Fischerových         |
| František Řehák        | ekonomický náměstek a ředitel Evžen Dlask |
| Valerie Zawadská       | sekretářka Monika                         |
| Jiří Kodet             | náměstek ministra Římský                  |
| Jan Hrušínský          | samostatný referent Václav Wohanka        |
| Rudolf Hrušínský       | Bohoušův otec                             |
| Alena Kreuzmannová     | Bohoušova matka                           |
| Pavel Zedníček         | Jíra, Bohoušův bratr                      |
| Zita Furková           | Jírova žena                               |
| Július Satinský        | MUDr. Pepík Berka, Bohoušův kamarád       |
| Věra Vlčková           | režisérka Ivana, Berkova žena             |
| Gabriela Wilhelmová    | ruštinářka Jelizaveta zvaná Líza          |
| Jaroslava Obermaierová | kulturní referentka Jarmila Spišáková     |
| Ota Sklenčka           | ředitel Fortuny Jan Brunclík              |
| Jiří Hálek             | podnikový právník JUDr. Klouda            |
| Marián Labuda          | člen úrazové komise Ládíček               |
| Miloslav Štibich       | předseda ZV ROH Mirek Kudrnáč             |
| Stanislav Zindulka     | dělník, člen úrazové komise               |
| Jan Hraběta            | člen úrazové komise Stach                 |
| Zdeněk Řehoř           | Jankůj                                    |
| Václav Mareš           | Andělin šéf a ochotnický herec            |
| Robert Vrchota         | strážný                                   |
| Michaela Jílková       | zdravotní sestra Janička                  |
| Hana Brejchová         | referentka                                |